# Olles brorsa

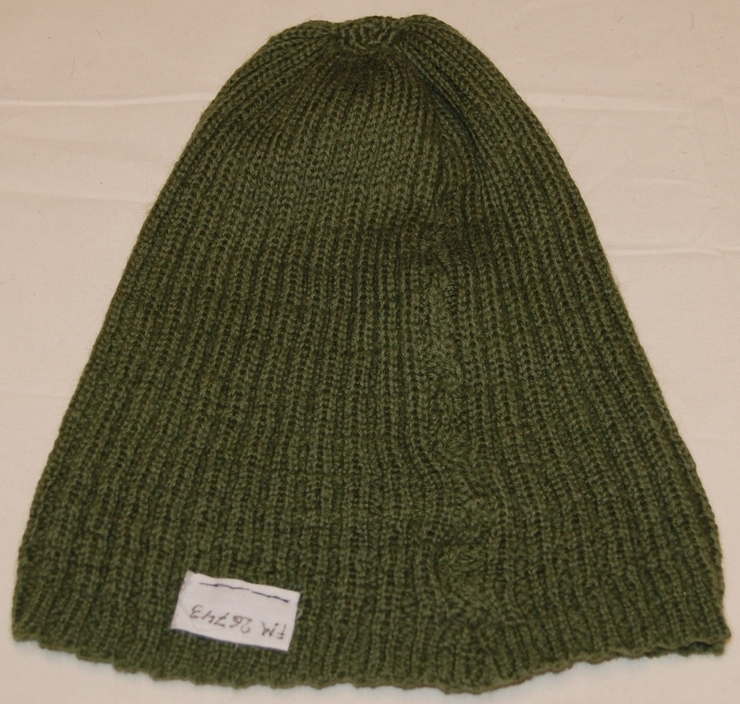
Olles brorsa

Olles brorsa (eller bror) är en gråbrun eller grågrön, ribbstickad mössmodell som under senare hälften av 1900-talet använts i Sveriges försvarsmakt. Modellen fastställdes den 26 januari 1954. 
Mössan skall ha fått sitt namn av att den var av samma färg och material som en tjock tröja, Olle (tröja m/1885) som ursprungligen också användes i försvaret och som härrör från kapten sedermera majoren Gustaf Adolf Ohlson (1845-1931) vid Jönköpings regemente, som uppfann en grå ylletröja som skulle användas i armén. Tröjan utgick på 1990-talet och ersattes av en annan tröja, men den för de värnpliktiga något kryptiska benämningen Olles brorsa levde kvar.
1985 fastställdes trikåmössan i grön variant.
Korrekt beteckning på Olles brorsa är trikåmössa m/1954, M7346-711000, den gröna varianten M7346-711000-6
Trikåmössa m/1954 ersattes av hjälmunderlag 90, M7346-724010.